# 챕터 투
챕터 투(Chapter 2)는 효인(본명: 이효인, 1980년 4월 27일 ~), Kitty K (본명: 김미영, 1981년 10월 1일 ~)으로 구성된 대한민국의 힙합 그룹이다. 2006년 2월 결성되어 앨범 한 장을 발매하였으며, 현재는 활동 중단 상태이다. 소속사는 Soulfriendz이다.

## 역사
1999년 클럽 마스터플랜에서 우리나라 패거리의 멤버로 데뷔한 Kitty K.는, 역시 여성 래퍼였던 효인과 Sexpot Squad란 팀에서 만나 친분을 갖게 된다. 둘은 Sexpot Squad 이후로도 3인조 여성 그룹 What Women Wants (WWW)에서 계속 호흡을 맞추게 되며, 여성영화제, 월경 페스티발, 부부 공동명의 재산제를 위한 콘서트 등 주로 여성 인권 향상을 위한 행사에 공연으로 많이 참여하게 되었다. WWW는 2003년 이후 활동을 멈추고 해체되었다. 이후 2006년 2월, Kitty K.와 효인은 다시 만나 Chapter 2를 결성하게 되었다.
이들은 과일사냥꾼의 레이블 Soulfriendz에 소속되어 앨범을 준비하였으며, 그 해 5월 신의의지 정기공연 The Show에서 데뷔를 하게 되었다. 그 후로도 힙합플레이야 쇼 등 다양한 공연에 출연한 이들은, DMB 방송 진행자를 겸하고 있는 효인의 특이 경력과 "미녀힙합"이라는 타이틀, 그리고 한국에 여성 래퍼가 많지 않다는 사실 등이 맞물려 큰 관심을 받았다. 이윽고 10월 이들의 첫 앨범이 발매되었다. 이 앨범은 12월 문화관광부 선정 우수 신인음반에 선정되는 영광을 누리기도 했으나, 매니아들 사이에서는 상당한 비판을 받는 수모를 겪었다. 비판의 근거로는, "미녀힙합"이라는 음악보다 외형을 앞세우는 홍보, Intro를 통한 홍보 전략, 떨어지는 랩 스킬과 약한 톤 등이 있었다. 이 때문인지 이들의 활동은 2007년 초 이후로는 사실상 전무하였다.
대표곡: 〈완벽한 인생〉

## 디스코그래피
- 2006년 10월 20일 《미녀힙합》

## 이름
- Chapter 2는 멤버들이 "자신의 음악과 인생에서 두 번째 챕터를 열고 싶다"라는 의미에서 지은 이름이다.